# メガディクティオン
メガディクティオン（Megadictyon）は約5億年前のカンブリア紀に生息したシベリオン類の葉足動物の一属。爪のある強大な前部付属肢をもつ、中国の澄江動物群で見つかった Megadictyon haikouensis という1種のみによって知られる。
本属の学名は一部の文献記載に「Magadictyon」と誤表記されることがある。

## 形態

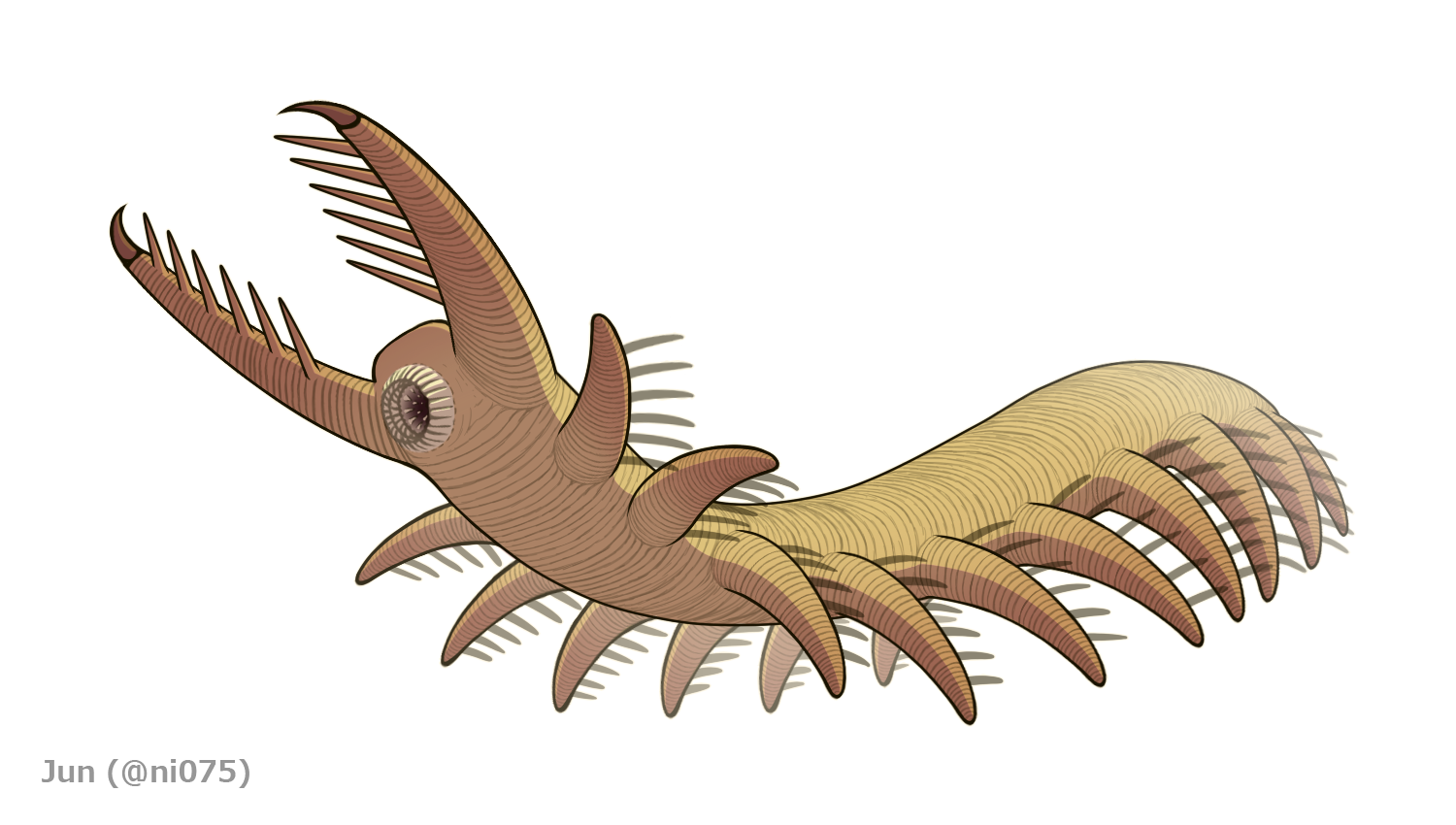
メガディクティオンの全身復元図

メガディクティオンは葉足動物として大型で、前半身だけの化石標本でも19cm（前部付属肢を含めて24cm）に及ぶ。丈夫な体型・強大な前部付属肢・歯に囲まれた口器・対になる消化腺などの特徴はジェンシャノポディアによく似ているが、両者は口器の構造・葉足の突起物などの違いにより区別できたとされる。

### 頭部
頭部は胴部より幅狭く、口は腹側にあり、3層ほどの放射状の歯に囲まれた口器をもつ。これはラディオドンタ類の口器（oral cone）を彷彿とさせ、ジェンシャノポディアの口器（管状の口と漏斗状の咽頭）から区別できたとされる。頭部の両腹側から1対の強大な前部付属肢（frontal appendages）が突出し、表面は数多くの環形の筋（annulations）に分かれ、内側には数本の突起物、先端には1本の鉤爪が生えている。

### 胴部
胴部は丈夫で前後ほど僅かに幅狭く、表皮は環形の筋に分かれている。尾部は不明（最多7節/葉足7対のみ知られる）のため正確の体節（胴節）数は不明だが、元々は11-13節（葉足11-13対）があったと推測される。各胴節の両腹側から突出した丈夫な葉足（脚）は20本ほどの環形の筋に分かれ、後縁に数本の突起物（appendicules）が並んでいるが、オニコディクティオンに似た単調な棒状で、ジェンシャノポディアのような枝分かれた樹状突起ではない。葉足の先端に爪は見当たらない。

### 内部構造
前部付属肢の内部には管状の構造が見られる。口器の直後から幅狭い食道が続き、それ以降の消化管は幅広く、左右に8-9対の腎臓型の構造体が胴節の位置に応じて並んで、中には数多くの網目状の分岐をもつ。原記載ではこれらがミクロディクティオンに似た外部の甲皮と誤解釈された が、後にジェンシャノポディアのもの と同様、早期の節足動物（パンブデルリオン、ケリグマケラ、オパビニア、ラディオドンタ類、イソキシス類、メガケイラ類など）において一般的な消化腺（digestive gland、中腸線 midgut diverticula）だと判明した。
それ以外では、化石標本 ELI-M001 の頭部には不確かな赤い塊が保存され、これは消化管前方の分岐（盲腸）もしくは脳を表した痕跡だと推測される。

## 生態
丈夫な葉足、強大な前部付属肢と消化腺をもつ他の大型葉足動物（ジェンシャノポディア、パンブデルリオンなど）に似て、メガディクティオンも底生性の捕食者もしくは腐肉食者であったと考えられる。発達した消化腺で大きな食物をより容易に消化できるようになり、これは活発な捕食性生活に必要とされる高いエネルギー消耗に適したと思われる。

## 分類

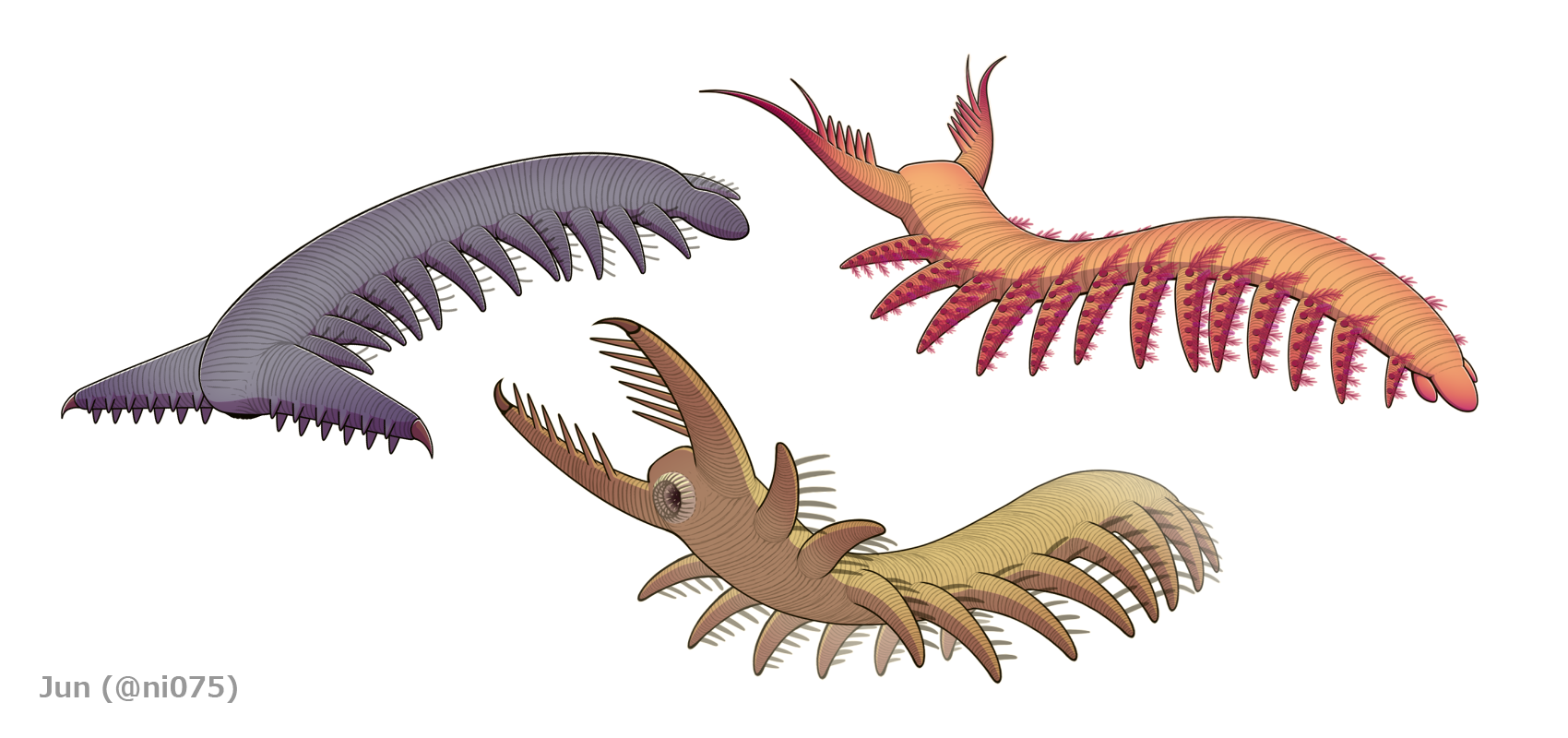
シベリオン類の葉足動物左上：シベリオン、右上：ジェンシャノポディア、中下：メガディクティオン

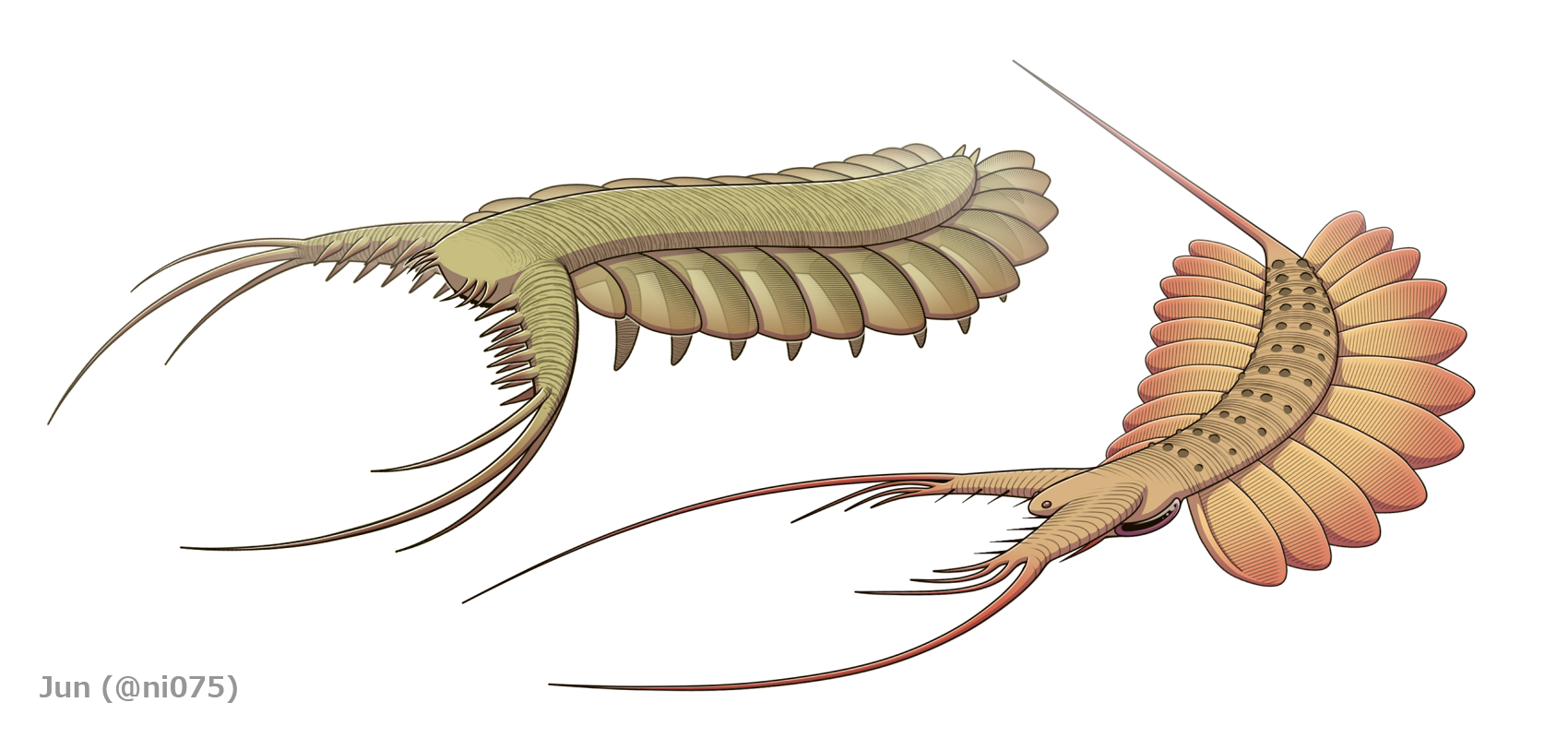
パンブデルリオン（左上）とケリグマケラ（右下）

葉足動物の中で、メガディクティオンはジェンシャノポディア、シベリオンと共にシベリオン類（siberiids、シベリオン目 Siberiida・シベリオン科 Siberiidae、giant lobopodians、ジェンシャノポディア類 jianshanopodians とも）としてまとめられる。この類の葉足動物は基盤的な節足動物（パンブデルリオン、ケリグマケラ、オパビニア類、ラディオドンタ類）に似た強大な前部付属肢と消化腺をもつことにより、節足動物の初期系統（ステムグループ）の一部として広く認められ、典型的な葉足動物（Xenusia類）と基盤的な節足動物の中間型（ミッシングリンク）を表したとされる。
メガディクティオン（メガディクティオン属 Megadictyon）は、中国雲南省の Maotianshan Shale（澄江動物群、約5億1,800万年前）で見つかった模式種（タイプ種）Megadictyon haikouensis のみが正式に記載される。同じシベリオン類でジェンシャノポディアとして記載された Jianshanopodia decora  を M. haikouensis に同種とする見解もある が、この2属/種はいくつかの相違点（前述参照）を認めるされ、別属とされる方が一般的である。